# Военно-воздушные силы Катара
ВВС Катара — один из видов вооружённых сил Катара.

## История
В марте 1967 года в ответ на заявление Великобритании о выводе своих вооружённых сил из Персидского залива Катар создал собственные вооружённые силы, создав Воздушное крыло сил общественной безопасности Катара, оснащённое двумя вертолётами Westland Whirlwind. В 1971 году ВВС Катара приобрели три реактивных истребителя Hawker Hunter, списанных из ВВС Великобритании, которые оставались в эксплуатации до 1981 года. В 1974 году «Воздушное крыло сил общественной безопасности Катара» было переименованы в ВВС Катара Эмири.
Военно-воздушные силы начали значительное расширение в 1979 году, когда они заказали шесть учебных штурмовиков Alpha Jet. За этим последовали заказы на 14 сверхзвуковых истребителей Mirage F1 в 1980 году, которые были поставлены в период с 1980 по 84 годы. Двенадцать вертолётов «Gazelle», вооружённых противотанковыми ракетами HOT, были получены в 1983 году.
В 1991 году ВВС Катара предоставили самолёты для нанесения ударов по иракским войскам во время войны в Персидском заливе. После конфликта правительство попыталось укрепить свою противовоздушную оборону, построив новую базу к юго-западу от Дохи в Аль-Удаид. На объекте имеются укреплённые укрытия для самолётов, радары ПВО и ракетные батареи Roland. В 1990-х QAF приобрела эскадрилью Dassault Mirage 2000, чтобы заменить Mirage F1.
В 2005 году ВВС вместе с катарскими медицинскими службами и бригадами скорой медицинской помощи участвовали в учениях «Eagle Resolveа», чтобы наладить взаимодействие со своими американскими коллегами.
Из других закупок было заказано 59 вертолётов AW139. Вертолёты используются для выполнения служебных задач, перевозки войск, поисково-спасательных операций, пограничного патрулирования, операций спецназа.
К 2010 году личный состав ВВС Катара Эмири составлял 2100 человек, а их оборудование включало Mirage 2000-3EDA, SA 342L Gazelle и C-17A Globemaster III. Самолёты либо вылетали с поля Аль-Удейд, либо из международного аэропорта Дохи и проходили обучение у британских инструкторов. В январе 2011 года ВВС провели оценку истребителей Eurofighter Typhoon, Lockheed Martin F-35 Lightning II, Boeing F/A-18E/F Super Hornet, Boeing F-15E и Dassault Rafale, чтобы заменить существующие истребители Dassault Mirage 2000 В мае 2015 года QAF заключил контракт на поставку 24 истребителей Dassault Rafale стоимостью 6,3 миллиарда евро (7 миллиардов долларов).
В июле 2012 года ВВС Катара заказали у Pilatus полную систему обучения пилотов, основанную на PC-21. Пакет включал наземные тренажёры, материально-техническое обеспечение и техническое обслуживание в дополнение к 24 самолётам PC-21.
В июне 2015 года QAF заказал четыре дополнительных C-17 в дополнение к четырём, поставленным в 2009 и 2012 годах.
В сентябре 2016 года идея о продаже до 72 F-15QA Катару была представлена на одобрение Конгресса США. Сделка (на 24 самолёта) на сумму 21,1 млрд долларов США была подписана в ноябре 2016 года.
В сентябре 2017 года QAF заказалb в Великобритании 24 истребителя Typhoon. В декабре 2017 года QAF заказал у Франции 12 дополнительных истребителей Rafale, а так же впоследствии ещё 36 истребителей.
В августе 2018 года Катар объявил о строительстве новой авиабазы, которая будет названа в честь Эмира Тамима бин Хамада Аль Тани. В дополнение к новой авиабазе планируется расширить авиабазу Аль-Удейд и международный аэропорт Доха для размещения заказанных самолётов.

## Авиабазы
- Авиабаза Аль-Удейд
  - 3-е авиационное крыло поддержки
    - 20-я эскадрилья — 39 AW139

  - Транспортное крыло
    - Транспортная эскадрилья — 8 C-17 Globemaster, 4 C-130J-30
    - Авиационная школа — 8 x MFI-395 Super Mushshak, 24 x PC-21, 14 SA342 Gazelle (будет заменено на 16 x H125)
- Международная авиабаза Доха
  - 1-й истребительный авиаполк
    - 7-я эскадрилья превосходства в воздухе — 9 Mirage 2000-5EDA, 3 Mirage 2000-5DDA
    - 11-я эскадрилья поддержки — 6 Alpha Jet

  - 2-е авиационное крыло поддержки
    - 6-я эскадрилья поддержки — 14 SA342 Gazelle (Заменяется на AH-64)
    - 8-я эскадрилья против надводных кораблей — Westland Sea King
    - 9-я многоцелевая эскадрилья — Westland Commando Mk 2
- Авиабаза Духан / Тамим
  - Крыло истребителей U / I
    - Истребительная эскадрилья Аль-Адият — 24 Rafale

## Вооружение и военная техника

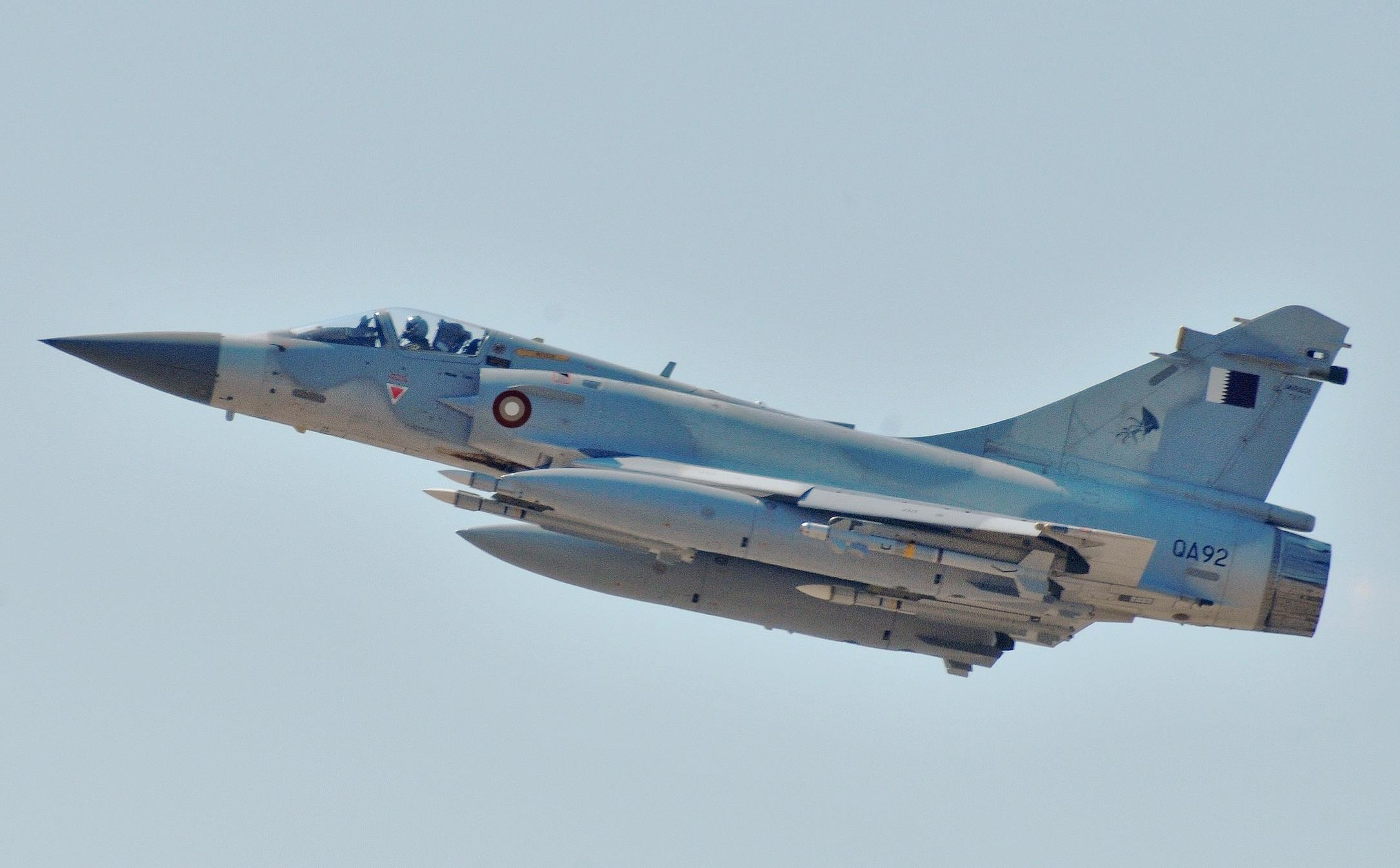
Mirage 2000-5 ВВС Катара

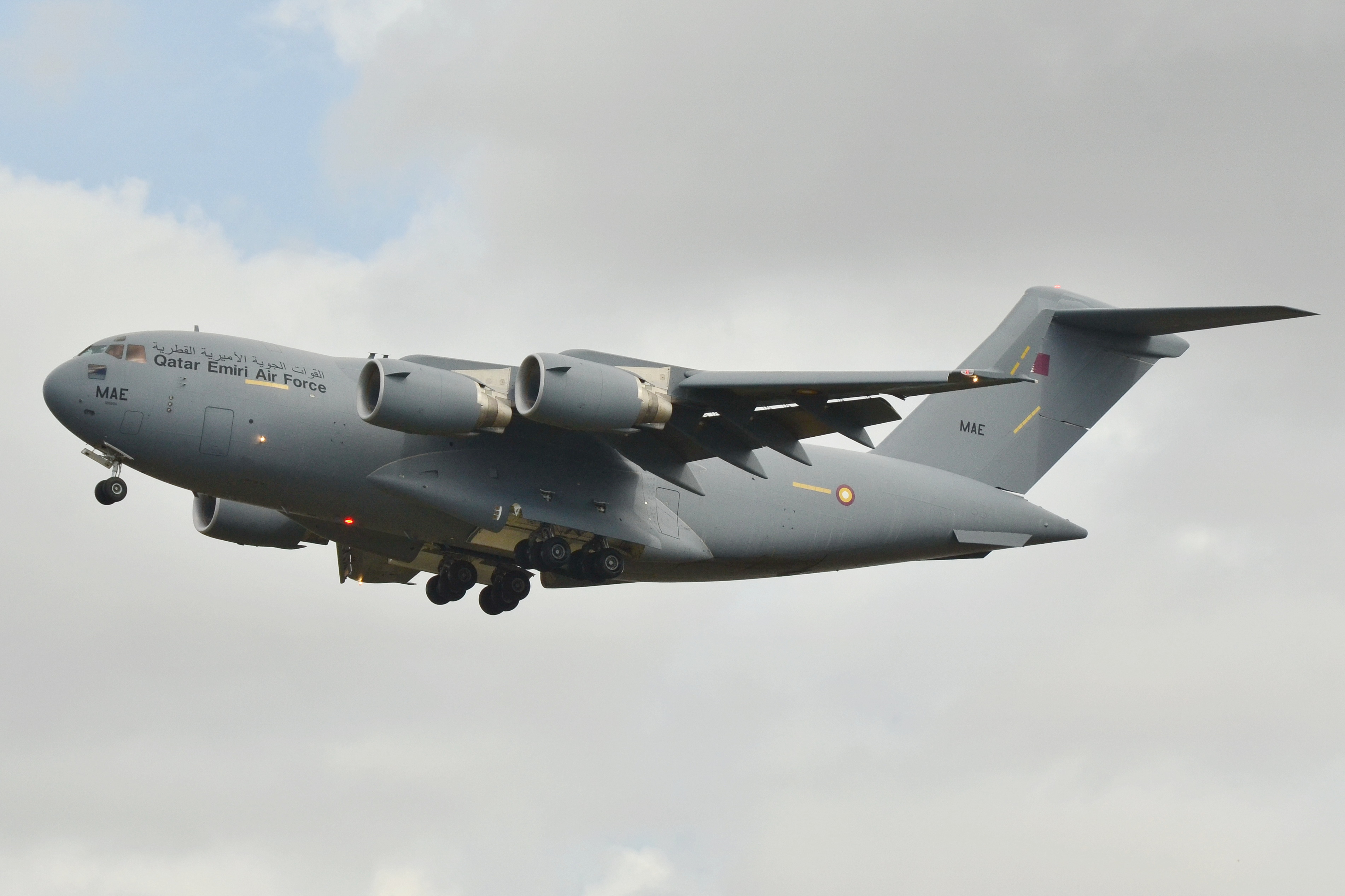
Boeing C-17 ВВС Катара

| Самолёт                        | Производитель             | Назначение               | Количество      | Примечание          |
| Боевые самолёты                | Боевые самолёты           | Боевые самолёты          | Боевые самолёты | Боевые самолёты     |
| ------------------------------ | ------------------------- | ------------------------ | --------------- | ------------------- |
| Alpha Jet                      | Франция / Германия        | Штурмовик                | 6               |                     |
| Dassault Mirage 2000           | Франция                   | многоцелевой истребитель | 9               |                     |
| Dassault Rafale                | Франция                   | многоцелевой истребитель | 24              | Ещё 12 заказаны     |
| F-15E Strike Eagle             | США                       | ударный истребитель      | н/д             | 36 единиц заказано  |
| Eurofighter Typhoon            | Германия / Великобритания | многоцелевой истребитель | н/д             | 24 единицы заказано |
| Специальные самолёты           |                           |                          |                 |                     |
| Airbus A330 MRTT               | Франция                   | Топливозаправщик         | н/д             | 2 единицы заказано  |
| Транспортные самолёты          |                           |                          |                 |                     |
| Boeing C-17                    | США                       | Транспортный самолёт     | 8               |                     |
| Lockheed C-130J Super Hercules | США                       | Транспортный самолёт     | 4               |                     |
| Вертолёты                      |                           |                          |                 |                     |
| AH-64 Apache                   | США                       | Штурмовой вертолёт       | 24              | 24 единиц заказано  |
| Westland Sea King              | Великобритания            | Противолодочный вертолёт | 11              |                     |
| NHIndustries NH90              | Евросоюз                  | Транспортный вертолёт    | н/д             | 16 единиц заказано  |
| AgustaWestland AW139           | Италия                    | Транспортный вертолёт    | 19              |                     |
| Aérospatiale Gazelle           | Франция                   | Вертолёт-разведчик       | 13              |                     |
| Учебные самолёты               |                           |                          |                 |                     |
| BAE Hawk                       | Великобритания            | учебно-тренировочный     | н/д             | 9 единиц заказано   |
| Airbus H125                    | Франция                   | учебно-тренировочный     | н/д             | 16 единиц заказано  |
| Dassault Mirage 2000           | Франция                   | учебно-боевой            | 3               |                     |
| Pilatus PC-21                  | Швейцария                 | учебно-тренировочный     | 24              |                     |
| PAC Super Mushshak             | Пакистан                  | учебно-тренировочный     | 8               |                     |

### В резерве
В резерве находятся самолёты, ранее эксплуатируемые ВВС Катара. Ныне в резерве находятся самолёты Hawker Hunter, Dassault Mirage F1, Boeing 707, Boeing 727, Westland Whirlwind, Britten-Norman Islander и вертолёт Aérospatiale SA 330 Puma.